# Черкасов Андрій Геннадійович
Анрій Геннадійович Черкасов (рос. Андрей Геннадьевич Черкасов) — російський тенісист, олімпійський медаліст.
Бронзову олімпійську медаль Черкасов виборов на Олімпіаді 1992 року. У півфіналі він поступився Хорді Арресе. Гра за третє місце тоді не проводилася і обидва тенісисти, що програли в півфіналі, отримали бронзові медалі. На шляху до півфіналу Черкасов здолав Піта Сампраса.
За свою кар'єру Черкасов виграв два турніри. Обидва рази це був Кубок Кремля. 
Найвищим досягненням на турнірах Великого шолома були чвертьфінали в одиночному розряді.
Завершив кар'єру 2000 року.

## Фінали турнірів ATP за кар'єру

### Одиночний розряд: 6 (2–4)
| Легенда                         |
| ------------------------------- |
| Турніри Великого шлема (0–0)    |
| Фінали Світового туру ATP (0–0) |
| Серія ATP Мастерс 1000 (0–0)    |
| Серія ATP 500 (0–1)             |
| Серія ATP 250 (2–3)             |

| Фінали за покриттям |
| ------------------- |
| Тверде (0–1)        |
| Ґрунт (0–2)         |
| Трава (0–0)         |
| Килим (2–1)         |

| Фінали за типом корту |
| --------------------- |
| Відкритий корт (0–3)  |
| Закритий корт (2–1)   |

| Результат | В-П | Дата     | Турнір            | Рівень           | Покриття | Суперник         | Рахунок                 |
| --------- | --- | -------- | ----------------- | ---------------- | -------- | ---------------- | ----------------------- |
| Поразка   | 0–1 | Січ 1989 | Сідней, Австралія | Гран-прі         | Тверде   | Аарон Крікстейн  | 4–6, 2–6                |
| Перемога  | 1–1 | Лис 1990 | Москва, СРСР      | Гран-прі         | Килим    | Тім Майотт       | 6–2, 6–1                |
| Поразка   | 1–2 | Лют 1991 | Брюссель, Бельгія | Серія Чемпіоншип | Килим    | Гі Форже         | 3–6, 5–7, 6–3, 6–7(4–7) |
| Перемога  | 2–2 | Лис 1991 | Москва, СРСР      | Світова серія    | Килим    | Якоб Гласек      | 7–6(7–2), 3–6, 7–6(7–5) |
| Поразка   | 2–3 | Тра 1993 | Болонья, Італія   | Світова серія    | Ґрунт    | Хорді Бурільйо   | 6–7(4–7), 7–6(9–7), 1–6 |
| Поразка   | 2–4 | Вер 1993 | Бухарест, Румунія | Світова серія    | Ґрунт    | Горан Іванишевич | 2–6, 6–7(5–7)           |

### Парний розряд: 2 (2 поразки)
| Легенда                         |
| ------------------------------- |
| Турніри Великого шлема (0–0)    |
| Фінали Світового туру ATP (0–0) |
| Серія Мастерс ATP (0–0)         |
| Серія турнірів ATP (0–0)        |
| Світова серія ATP (0–2)         |

| Фінали за покриттям |
| ------------------- |
| Тверде (0–0)        |
| Ґрунт (0–1)         |
| Трава (0–0)         |
| Килим (0–1)         |

| Фінали за типом корту |
| --------------------- |
| Відкритий корт (0–1)  |
| Закритий корт (0–1)   |

| Результат | В-П | Дата     | Турнір                                          | Рівень        | Покриття | Партнер            | Суперники                   | Рахунок  |
| --------- | --- | -------- | ----------------------------------------------- | ------------- | -------- | ------------------ | --------------------------- | -------- |
| Поразка   | 0–1 | Тра 1990 | Відкритий чемпіонат Хорватії з тенісу, Хорватія | Світова серія | Ґрунт    | Андрій Ольховський | Войтех Флегль Даніель Вацек | 4–6, 4–6 |
| Поразка   | 0–2 | Лис 1991 | Москва, СРСР                                    | Світова серія | Килим    | Олександр Волков   | Ерік Єлен Карл-Уве Стіб     | 4–6, 6–7 |

## Фінали ATP Челленджер і ITF Ф'ючерс

### Одиночний розряд: 9 (5–4)
| Легенда              |
| -------------------- |
| ATP Челленджер (4–2) |
| ITF Ф'ючерс (1–2)    |

| Фінали за покриттям |
| ------------------- |
| Тверде (3–0)        |
| Ґрунт (2–4)         |
| Трава (0–0)         |
| Килим (0–0)         |

| Результат | В-П | Дата     | Турнір                | Рівень     | Покриття | Суперник           | Рахунок       |
| --------- | --- | -------- | --------------------- | ---------- | -------- | ------------------ | ------------- |
| Перемога  | 1-0 | Кві 1989 | Порту, Португалія     | Челленджер | Ґрунт    | Хав'єр Санчес      | 7–6, 7–5      |
| Перемога  | 2-0 | Кві 1989 | Лісабон, Португалія   | Челленджер | Ґрунт    | Томас Карбонелл    | 7–6, 6–3      |
| Поразка   | 2-1 | Тра 1993 | Любляна, Словенія     | Челленджер | Ґрунт    | Даніель Оршанік    | 6–4, 2–6, 5–7 |
| Перемога  | 3-1 | Вер 1995 | Сінгапур, Сінгапур    | Челленджер | Тверде   | Ямамото Ясуфумі    | 6–1, 6–3      |
| Перемога  | 4-1 | Гру 1996 | Дейтона-Біч, США      | Челленджер | Тверде   | Томмі Гаас         | 7–6, 3–6, 7–5 |
| Поразка   | 4-2 | Сер 1998 | Варшава, Польща       | Челленджер | Ґрунт    | Їржі Ванек         | 6–7, 5–7      |
| Перемога  | 5-2 | Кві 2001 | США F9, Стоун-Маунтін | Ф'ючерс    | Тверде   | Роберт Кендрік     | 6–1, 6–1      |
| Поразка   | 5-3 | Лип 2002 | Данія F1, Копенгаген  | Ф'ючерс    | Ґрунт    | Едуар Роже-Васслен | 2–6, 3–6      |
| Поразка   | 5-4 | Сер 2002 | Латвія F1, Юрмала     | Ф'ючерс    | Ґрунт    | Тімо Ніємінен      | 6–4, 4–6, 2–6 |

### Парний розряд: 7 (3–4)
| Легенда              |
| -------------------- |
| ATP Челленджер (2–3) |
| ITF Ф'ючерс (1–1)    |

| Фінали за покриттям |
| ------------------- |
| Тверде (3–0)        |
| Ґрунт (0–4)         |
| Трава (0–0)         |
| Килим (0–0)         |

| Результат | В-П | Дата     | Турнір                       | Рівень     | Покриття | Партнер           | Суперники                              | Рахунок       |
| --------- | --- | -------- | ---------------------------- | ---------- | -------- | ----------------- | -------------------------------------- | ------------- |
| Поразка   | 0–1 | Вер 1996 | Ташкент, Узбекистан          | Челленджер | Ґрунт    | Лоренс Тілеман    | Марсело Чарпентьєр Альберт Портас      | 1–6, 2–6      |
| Перемога  | 1–1 | Вер 1997 | Азорські острови, Португалія | Челленджер | Тверде   | Гастон Етліс      | Нільс Гольм Ларс-Андерс Вальгрен       | 6–7, 7–5, 6–3 |
| Перемога  | 2–1 | Гру 1997 | Ейлат, Ізраїль               | Челленджер | Тверде   | Патрік Баур       | Сандер Гройн Рогір Вассен              | 6–3, 7–6      |
| Поразка   | 2–2 | Кві 1998 | Пейджет, Бермудські Острови  | Челленджер | Ґрунт    | Родольф Жільбер   | Даг Флек Річі Ренеберг                 | 6–3, 4–6, 2–6 |
| Поразка   | 2–3 | Сер 1999 | Познань, Польща              | Челленджер | Ґрунт    | Г'юго Армандо     | Массімо Ардінгі Давіде Сангінетті      | 4–6, 4–6      |
| Поразка   | 2–4 | Сер 2002 | Латвія F1, Юрмала            | Ф'ючерс    | Ґрунт    | Dmitri Kotchetkov | Aleksander Jerinkic Стівен Ранджеловік | 3–6, 1–6      |
| Перемога  | 3–4 | Чер 2004 | Іспанія F11, Лансароте       | Ф'ючерс    | Тверде   | Орест Терещук     | Джеймон Крабб Броуді Стюарт            | 6–3, 4–6, 6–3 |

## Юніорські фінали турнірів Великого шолома

### Одиночний розряд: 1 (1 поразка)
| Результат | Рік  | Турнір                           | Покриття | Суперник    | Рахунок  |
| --------- | ---- | -------------------------------- | -------- | ----------- | -------- |
| Поразка   | 1987 | Відкритий чемпіонат США з тенісу | Тверде   | Девід Вітон | 5–7, 0–6 |

## Часовий графік результатів
| W | Ф | ПФ | ЧФ | #Р | КТ | К# | DNQ | A | NH |

### Одиночний розряд
| Турніри Великого шлему                 |     |              |              |              |     |              |              |              |     |              |              |              |     |     |         |       |     |
| Відкритий чемпіонат Австралії з тенісу |     |              | ЧФ           | 2р           | 2р  | 1р           | 2р           |              | 1р  | 1р           | К1р          | 2р           | К2р |     | 0 / 8   | 8–8   | 50% |
| Відкритий чемпіонат Франції з тенісу   |     | 2р           | 2р           | 4р           | ЧФ  | 1р           | 1р           | К1р          | К2р | К2р          | К1р          | К2р          | К1р | К1р | 0 / 6   | 9–6   | 60% |
| Вімблдонський турнір                   | К1р | 1р           | 1р           | 1р           | 1р  | 1р           | 1р           |              |     |              |              |              |     |     | 0 / 6   | 0–6   | 0%  |
| Відкритий чемпіонат США з тенісу       |     | 1р           | ЧФ           | 1р           | 1р  | 1р           | 1р           |              |     |              |              | К2р          | К1р |     | 0 / 6   | 4–6   | 40% |
| В-П                                    | 0–0 | 1–3          | 9–4          | 4–4          | 5–4 | 0–4          | 1–4          | 0–0          | 0–1 | 0–1          | 0–0          | 1–1          | 0–0 | 0–0 | 0 / 26  | 21–26 | 45% |
| Олімпійські Ігри                       |     |              |              |              |     |              |              |              |     |              |              |              |     |     |         |       |     |
| Теніс на Олімпійських іграх            | 2р  | Не проводили | Не проводили | Не проводили | ПФ  | Не проводили | Не проводили | Не проводили |     | Не проводили | Не проводили | Не проводили |     | NH  | 0 / 2   | 5–2   | 71% |
| Тур ATP Мастерс 1000                   |     |              |              |              |     |              |              |              |     |              |              |              |     |     |         |       |     |
| Індіан-Веллс                           |     |              |              | 3р           | ЧФ  | 1р           | 1р           |              | К2р |              |              |              |     |     | 0 / 4   | 5–4   | 56% |
| Відкритий чемпіонат Маямі з тенісу     |     |              | 1р           | 2р           | ЧФ  | 2р           | 3р           |              |     |              | 1р           | К1р          |     |     | 0 / 6   | 4–6   | 40% |
| Монте-Карло                            |     |              |              | 3р           | 1р  | 3р           | 1р           | К2р          | 1р  | К2р          |              | К2р          |     |     | 0 / 5   | 4–5   | 44% |
| Гамбург                                |     | 2р           | 3р           | 2р           | 2р  |              | 1р           | 1р           |     | К1р          | К1р          | К2р          |     |     | 0 / 6   | 5–6   | 45% |
| Рим                                    |     |              |              | ЧФ           | 2р  | 1р           | 1р           |              |     |              |              |              |     |     | 0 / 4   | 4–4   | 50% |
| Мастерс Цинциннаті                     |     | 1р           |              | ЧФ           | 2р  | 2р           | 2р           |              |     |              |              |              |     |     | 0 / 5   | 6–5   | 55% |
| Париж                                  |     |              | 2р           | 2р           | 1р  | 2р           |              | К3р          |     | К2р          |              |              |     |     | 0 / 4   | 3–4   | 43% |
| В-П                                    | 0–0 | 1–2          | 3–3          | 12–7         | 9–7 | 4–6          | 2–6          | 0–1          | 0–1 | 0–0          | 0–1          | 0–0          | 0–0 | 0–0 | 0- / 34 | 31–34 | 48% |